# Corinne Hermès
Corinne Hermès, all'anagrafe Corinne Bondeaux (Lagny-sur-Marne, 16 novembre 1961), è una cantante francese.
Il suo debutto risale al 1974 quando vince un concorso organizzato a Roquebrune-sur-Argens una località balneare del sud della Francia.
Nel 1979 durante la registrazione del suo primo 45 giri "Le blouson gris" la sua voce viene notata da Bernard Estardy che le propone di partecipare ad una commedia musicale al fianco di Julien Clerc. Lo spettacolo intitolato 36 Front Populaire e incentrato su fatti di estrema sinistra viene bloccato dal governo di centro-destra ma viene lo stesso pubblicato un disco con tutte le canzoni.
Ha rappresentato il Lussemburgo all'Eurovision Song Contest 1983 vincendo con la canzone Si la vie est cadeau (musica di Jean-Pierre Millers, parole di Alain Garcia). I dischi successivi non ottengono lo stesso successo. Bisognerà aspettare il 1989, quando Corinne raggiunge la 15ª posizione nella top 50 con il singolo Dessine-moi e l'anno successivo riceve il premio Victoire de la musique.
Partecipa come giurata a diversi programmi televisivi e nel 2012 pubblica "Best Of" una compilation con i suoi successi.